# Hōfu
Hōfu (japanska: 防府市?, Hōfu-shi) är en japansk hamn- och industristad i prefekturen Yamaguchi på den sydvästra delen av ön Honshu. Staden ligger 90 kilometer sydväst om Hiroshima. Hōfu fick stadsrättigheter 25 augusti 1936. Industrin består i stor utsträckning av bilindustri och tillverkning av kemiska produkter. Bilmärket Mazda har en produktionsanläggning i staden.

## Staden i media
- Staden är en av de verkliga städer som finns med i Lian Hearns böcker om klanen Otori.
- Området – framför allt kring Mitajiri i sydost – utgör fond i den japanska animerade långfilmen Mai Mai Miracle. Filmen utspelar sig både år 1955 samt cirka 1 000 år tidigare.